# Association du syndrome de Benjamin
Pour les articles homonymes, voir ASB et Benjamin.
L'Association du syndrome de Benjamin (ASB) est une ancienne association française d'entraide, pour la défense et la dignité des personnes transgenres.

## Histoire
Créée en 1994 et déclarée le 25 décembre 1996, entre autres par le psychologue clinicien Tom Reucher,, l'Association du syndrome de Benjamin rend hommage par son nom au Dr Harry Benjamin qui fut un précurseur dans ce domaine. L'appellation fut reprise ensuite par de nombreux médecins.
L'ASB considérait que, si le syndrome de Benjamin était une affection d'origine encore inconnue à l'époque, il n'était en rien une maladie mentale, mais une question d'identité de genre. L'association a été certainement la première à demander la dépsychiatrisation de ce qui avait été maintenu sous le terme de transsexualisme, terme qu'elle considérait comme stigmatisant, car laissant entendre que les transitions de genre des personnes trans résulteraient d'un choix transgressif. Depuis 1997, l'ASB diffusait un bulletin d'informations, L'Identitaire. Elle comptait plus de 300 membres avant le départ de Tom Reucher à la suite de dissensions internes ; c'était la plus grande association de patients en ce domaine[réf. nécessaire].
En 1994, l'ASB a rédigé une proposition de loi pour harmoniser la modification de l'état civil des personnes transgenres, proposition réécrite en 2002.
En 1997, l'ASB crée une marche de soutien aux personnes transgenres, l'Existrans,, qui a eu lieu depuis chaque année en octobre à Paris. L'association défile par ailleurs lors de la marche des fiertés.
Certains militants et penseurs refusent « le choix de l’ASB : on ne peut pas faire partie d’une association composée de militants issue d’une minorité discriminée et accepter de les désigner comme atteints d’un syndrome. C’est une conception beaucoup trop médicale des personnes trans », alors que « certains membres de l’ASB reconnaissent également l’inadéquation des références que la psychiatrie leur impose. Mais ils voient aussi dans ce statut de malade — sur lequel se fonde le Droit — une base de négociation avec les pouvoirs publics afin de faciliter l’ouverture de droits ».
En 2005, la porte parole de l'ASB Natacha Taurisson estime que le problème le plus important à régler est celui du changement d'état civil encore assujetti à une stérilisation.
L'ASB a donc impulsé dans les années 1990 certaines revendications assimilationnistes, qui sont entrées ultérieurement en conflit avec celles des courants féministes ou queer de l'activisme trans.
À la suite de forts désaccords politiques au sein de l'association, l'association s'est auto-dissoute en décembre 2008 (dissolution enregistrée le 14 février 2009). Une nouvelle association, ORTrans (Objectif respect trans), a été créée par d'anciens membres du conseil d'administration de l'ASB.